# Mateo 4

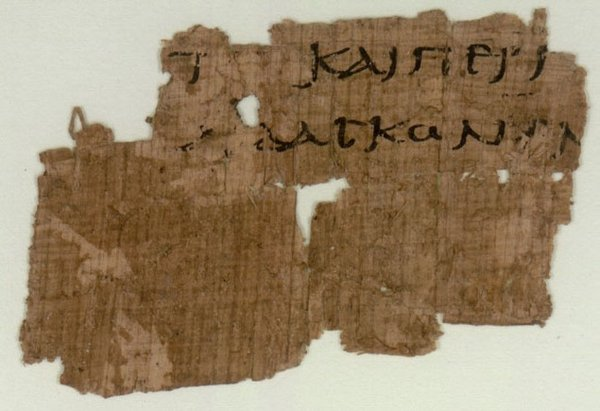
Mateo 4:22-23 en Papiro 102 (siglo III).

Mateo 4 es el cuarto capítulo del Evangelio de Mateo del Nuevo Testamento de la Cristiana. Biblia. Muchas traducciones del evangelio y comentarios bíblicos separan la primera sección del capítulo 4 (versículos 1-11, el relato de Mateo de la Tentaciones de Jesús por el diablo) de las secciones restantes, que tratan del primer predicación pública y de la reunión de sus primeros discípulos.

## Texto
El texto original fue escrito en griego koiné. Este capítulo está dividido en 25 versículos.

### Testigos textuales
Algunos manuscritos antiguos que contienen el texto de este capítulo son:
- Papiro 101 (~ 250; versículos 1-3 existentes).[3][4]
- Papiro 102 (siglo III; versículos 11-12, 22-23 existentes).[5][6]
- Codex Vaticanus (325-350)
- Codex Sinaiticus (330-360)
- Codex Bezae (~400)
- Codex Washingtonianus (~400)
- Codex Ephraemi Rescriptus (~450)

## Estructura
La Nueva Biblia del rey Jacobo organiza este capítulo de la siguiente manera:
- Mateo 4:1-11 - Satanás tienta a Jesús
- Mateo 4:12-17 - Jesús comienza su ministerio en Galilea
- Mateo 4:18-22 - Cuatro pescadores llamados discípulos
- Mateo 4:23-25 - Jesús sana a una gran multitud

La Nueva Versión Estándar Revisada divide el capítulo en tres secciones: Mateo 4:1-11, Mateo 4:12-22 y Mateo 4:23-25.
El Comentario de Juan Calvino trata los versículos 1-4, 5-11, 13-16 y 18-25 como secciones separadas.

## Tentaciones de Cristo
.

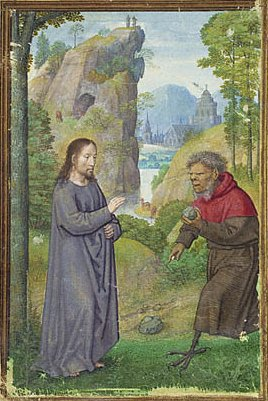
Maestro del siglo XVI iluminador Ilustración de Simon Bening de esta sección. El primer plano muestra la primera tentación, en la que el diablo ofrece una piedra para que se convierta en pan. En el fondo se representan las otras dos escenas de tentación

La sección de este capítulo que trata de la tentación de Jesús por Satanás es sin duda la parte más conocida y estudiada. Satanás lo tienta tres veces: en Mateo 4:3 con comida para aliviar el ayuno de Jesús, en Mateo 4:6 con poner a prueba a Dios, y en Mateo 4:9 con el control de todos los reinos de la tierra.

### Comentarios
Hay varias teorías sobre las tentaciones. Una sugiere que las tres tentaciones muestran a Jesús rechazando varias visiones del Mesías. En la primera tentación muestra que no será un mesías "económico", que utilizará sus poderes para alimentar a los hambrientos del mundo. En la segunda que no será un hacedor de milagros que ofrezca grandes espectáculos, y en la tercera que no será un salvador político sino espiritual. Hoy en día, muchos estudiosos rechazan este punto de vista. Una teoría popular hoy en día es que Jesús está demostrando que no fracasará donde fracasó el pueblo de Israel. Hay varias referencias al periodo posterior al Éxodo y esta es la sección de las escrituras de la que Jesús saca sus citas. En esa sección los israelitas enfurecen a Dios poniéndole a prueba y pronto comprometen sus principios por el poder político, errores que Jesús no comete.
En el Evangelio de Marcos, capítulo 1, la narración de la tentación ocupa sólo dos versículos. El relato del Lucas es bastante similar al de Mateo, sólo con una redacción algo diferente y con el orden de la segunda y tercera tentaciones invertido. Por lo tanto, existe la creencia generalizada de que gran parte de esta sección de Mateo procede del hipotético documento Q. Schweizer señala que es probable que Q contuviera poco excepto el diálogo real, ya que la información extra es bastante diferente en los dos evangelios. El comentarista David Hill sostiene que Marcos está escrito de una manera que da por sentado que su público ya está familiarizado con el relato de la tentación, por lo que este diálogo puede haber sido ampliamente conocido por los primeros cristianos y, por tanto, no necesariamente en Q.
Los estudiosos suelen considerar más probable que el relato de Mateo sea el arreglo original; sin embargo, la versión de Lucas se hizo más popular en la tradición.
Antes de comenzar su obra mesiánica y de promulgar la Nueva Ley en el Sermón de la montaña, Jesús se prepara con oración y ayuno en el desierto. Moisés había procedido de modo semejante antes de promulgar, en nombre de Dios, la Antigua Ley del Sinaí y Elías había caminado cuarenta días en el desierto para llevar a cabo su misión de renovar el cumplimiento de la Ley. También la Iglesia invita a renovarse interiormente con prácticas penitenciales durante los cuarenta días de la Cuaresma, para que «la austeridad penitencial de estos días nos ayude en el combate cristiano contra las fuerzas del mal»
Jesús es tentado, al igual que lo fueron Moisés y el pueblo elegido en su peregrinación durante cuarenta años por el desierto. Los israelitas cayeron en la tentación: murmuraron contra Dios al sentir hambre, exigieron un milagro. Cuando les faltó agua, adoraron al becerro de oro. Jesús, en cambio, vence la tentación y, al vencerla, pone de manifiesto la forma que tiene de ser Mesías: no como quien busca un triunfo personal, o un reconocimiento ante los hombres, sino con el cumplimiento esforzado de la voluntad de Dios.

«Si el Señor permitió que le visitase el tentador, lo hizo para que tuviéramos nosotros, además de la fuerza de su socorro, la enseñanza de su ejemplo. (…) Venció a su adversario con las palabras de la Ley, no con el vigor de su brazo. (…) Triunfó sobre el enemigo mortal de los hombres no como Dios, sino como hombre. Ha combatido para enseñarnos a combatir en pos de Él. Ha vencido para que nosotros seamos vencedores de la misma manera». 

### Significado literario
La escena de la tentación relatada aquí ha inspirado varias obras literarias. Se relata brevemente en El paraíso perdido y se vuelve a contar con gran detalle y se amplía en El paraíso recobrado. También es una importante inspiración para Los hermanos Karamazov y Asesinato en la catedral. El libro La última tentación de Cristo y su adaptación cinematográfica de 1989 también amplían el tema de la tentación de Satanás a Cristo.

## Inicio del ministerio de Jesús
Los versículos restantes de este capítulo (versículos 12 a 25) se ven generalmente como la introducción al ministerio de Jesús, que ocupará los siguientes capítulos del Evangelio y en el Sermón de la Montaña, que comienza inmediatamente después de este capítulo. Jesús comienza a predicar un evangelio de arrepentimiento: sus palabras son las mismas que las de Juan el Bautista, ahora encarcelado en Palacio de Maqueronte:
Arrepentíos, porque el reino de los cielos se ha acercado.
Comienza el ministerio en Galilea. Jesús proclama, con palabras y obras, que el Reino de Dios ha llegado. En primer lugar, llama a sus discípulos y convoca al nuevo Pueblo de Dios. A continuación, como supremo Maestro, Legislador y Profeta, promulga la Nueva Ley del Reino en el Discurso de la Montaña. Su enseñanza queda avalada por «las obras del Mesías», los milagros que confirman su autoridad.
Los versículos Mateo 4:18 a Mateo 4:22 describen la llamada de los cuatro primeros pescadores, que se convierten en sus primeros discípulos: dos, Simón Pedro y Andrés, estaban echando la red en el mar, y dos, Santiago, y Juan, que trabajaban con Zebedeo, su padre, estaban reparando sus redes. Los discípulos abandonan sus posesiones y su familia para convertirse en lo que Jesús llama "pescadores de hombres".
Los tres versículos finales presentan a las multitudes a las que Jesús se dirige. Estos versículos también sirven como resumen del ministerio de Jesús esbozando las tres formas que adopta: enseñanza, predicación y curación.

## Versículos
Estos versículos se irán poniendo en azul según se vayan creando
- Mateo 4:1
- Mateo 4:2
- Mateo 4:3
- Mateo 4:4
- Mateo 4:5
- Mateo 4:6
- Mateo 4:7
- Mateo 4:8
- Mateo 4:9
- Mateo 4:10
- Mateo 4:11
- Mateo 4:12
- Mateo 4:13
- Mateo 4:14
- Mateo 4:15
- Mateo 4:16
- Mateo 4:17
- Mateo 4:18
- Mateo 4:19
- Mateo 4:20
- Mateo 4:21
- Mateo 4:22
- Mateo 4:23
- Mateo 4:24
- Mateo 4:25